# Киринийская митрополия
Кирини́йская митропо́лия (греч. Ιερά Μητρόπολις Κυρηνείας, тур. Girne Metropolitliği) — епархия Кипрской православной церкви. Вся территория митрополии контролируется непризнанной Турецкой республикой Северного Кипра, откуда греческое население, включая священнослужителей, было изгнано турками после вторжения на Кипр в 1974 году. Тем не менее, руководство Кипрской православной церкви продолжает считать Киринийскую митрополию действующей и надеется на возрождение на её территории церковной жизни.

## История
Христианство распространилось близ города Кирения на Кипре во времена апостольской проповеди. Одним из первых епископов города был священномученик Феодот, пострадавший за Христа, но доживший до дарования христианам свободы императором Константином Великим.
В византийский период известный следующие епископы Киренийские: Иоанн, Епифаний, Мелетий, Феодосия, Ефрем, Григорий, Афанасий и Игнатий.
После завоевания Кипра крестоносцами для православия настали не лучшие времена. Киренийская кафедра была ликвидирована, а её территория присоединена к Левкосийской епархии.
После завоевания Кипра турками в 1571 году кафедра митриполита Киренеи была перемещена в монастырь святого Пантелеимона, построенный специально для этого.
С 1880 и до 1917 года резиденцией митрополита Киринийского временно располагалась в Монастыре святого Пантелеимона в деревне Мирту.
После оккупации турками северного Кипра, в том числе и Кирении, в 1974 году и бегства православного населения, Киринийская епархия продолжает существовать как отдельная митрополичья кафедра в изгнании в южной части Кипра.

## Епископы
- 314—324 — Феодот
- 1592—1600 — Иаков
- упом. 1604 — Тимофей
- упом. 1605 — Парфений
- 1606 — Христодул
- упом. 1609 — Иеремия
- упом. 1668 — Никифор
- уопм. 1672 — упом. 1678 — Леонтий
- упом. 1692 — Никифор
- упом. 1713—1716 — Макарий
- упом. 1731 — Никифор
- упом. 1733—1741 — Герасим
- 1741—1763 — Никифор
- 1763—1773 — Хрисанф
- 1773—1791 — Софроний
- 1791—1816 — Евгений
- 1816—1821 — Лаврентий (Ламбусис) [4]
- 19 декабря 1821 - июнь 1824 - Дамаскин
- 8 июня 1824 — 1844 - Харалампий
- ноябрь 1844—1849 - Харитон
- 21 января 1852 — 1862 - Мелетий
- апрель 1862 — 1871 - Хрисанф (+ 1871)[5]
- 10 июня 1878 — 13 июня 1880 - Мелетий (Мириантевс)
- 15 июня 1880 — 21 апреля 1889 - Хрисанф (Иоаннидис)
- 3 мая 1889 — 5 апреля 1893 - Кирилл (Пападопулос)
- 16 апреля 1895 — 11 ноября 1916 - Кирилл (Василиу)
- 20 марта 1917 — 24 декабря 1947 - Макарий (Папаиоанну)
- 18 апреля 1948 — 14 июля 1973 - Киприан (Кириакидис)
- 31 марта 1974 — 28 января 1994 - Григорий (Киккотис)
- 10 апреля 1994 — 1 октября 2011 - Павел (Мандованис)
- с 10 декабря 2011 - Хризостом (Папатомас)

## Монастыри
согласно официальному сайту Кипрской церкви
- Монастырь святого Пантелеимона (мужской; деревня Мирту)
- Монастырь Ахиропиитос (муниципалитете Лапитос близ деревни Каравас)
- Монастырь Антифонитис близ деревни Калограя[англ.]
- Монастырь Панагия Меландрина близ деревни Калограя[англ.]